# Jättejakamar
Jättejakamar (Jacamerops aureus) är en fågel i familjen jakamarer inom ordningen jakamar- och trögfåglar.

## Utseende och läte
Jättejakamaren är som namnet avslöjar en mycket stor jakamar, störst i familjen. Den är glänsande smaragdgrön ovan och orangefärgad under, med en tjock svart näbb. Könen är relativt lika och skiljer sig huvudsakligen på att hanen har helgrön strupe med ett otydligt vitt halsband, medan honans strupe är orangefärgad. Storlek och näbb gör att arten är mer lik en motmot än en jakamar, men inga motmoter har kombinationen av grönt huvud och orangefärgad buk. Lätet består av en lång fallande vissling med ett tydligt skifte i tonhöjd i inledningen. Även olika märkliga ljud som liknats vid en ilsken katt kan höras.

## Utbredning och systematik
Jättejakamaren placeras som enda art i släktet Jacamerops.  Den delas in i fyra underarter med följande utbredning:
- Jacamerops aureus penardi – förekommer på bergssluttningar i Karibien och från Costa Rica till västra Colombia
- Jacamerops aureus aureus – förekommer från östra Colombia till Venezuela och Guyana
- Jacamerops aureus ridgwayi – förekommer i lägre delen av Amazonområdet (Brasilien) (Rio Negro och östra Rio Tapajós)
- Jacamerops aureus isidori – förekommer från östra Ecuador till östra Peru, västra Brasilien och norra Bolivia

## Levnadssätt
Arten hittas enstaka eller i par i låglänta skogar, upp till cirka 600 meters höjd. Den ses vanligen sitta i de mellersta och högre skikten i skogen.

## Status och hot
Arten har ett stort utbredningsområde, men tros minska i antal, dock inte tillräckligt kraftigt för att den ska betraktas som hotad. Internationella naturvårdsunionen IUCN listar arten som livskraftig (LC). Beståndet uppskattas till i storleksordningen en halv till fem miljoner vuxna individer.